# Elisabetta Eleonora di Brunswick-Wolfenbüttel
Elisabetta Eleonora di Brunswick-Wolfenbüttel (Wolfenbüttel, 30 settembre 1658 – Meiningen, 15 marzo 1729) fu la prima delle figlie del duca Antonio Ulrico di Brünswick-Wolfenbüttel e di sua moglie, Elisabetta Giuliana di Schleswig-Holstein-Sonderburg-Norburg.

## Biografia
Elisabetta Eleonora sposò dapprima a Wolfenbüttel, il 2 febbraio 1675, il duca Giovanni Giorgio di Meclemburgo-Schwerin, che tuttavia morì cinque mesi dopo. Il 25 gennaio 1681, sposò in seconde nozze, a Schöningen, il duca Bernardo I di Sassonia-Meiningen.
Nonostante il suo interesse per l'alchimia e sebbene non condividesse la costosa passione per l'attività militare del marito, il matrimonio venne descritto come un'unione felice.
Dotata di talento musicale, la duchessa, figlia dello scrittore Antonio Ulrico, incoraggiò le notevoli inclinazioni del marito nella musica e nella letteratura.
Dopo la sua morte si appoggiò, per eludere il testamento dello sposo defunto, al suo figliastro Ernesto Luigi ed al suo ministro von Wolzogen, lottando per stabilire un governo autocratico. Ella fu in parte responsabile del fatto che nei successivi trent'anni vi fu una lotta tra i fratelli all'interno del casato, durante i quali Elisabetta Eleonora non supportò mai il suo figlio biologico Antonio Ulrico, la cui moglie morganatica, la borghese Filippina Elisabetta Cäsar era da lei trattata con freddezza.
Sotto Ernesto Luigi, Meiningen divenne un centro di vita musicale, ed in ciò Elisabetta Eleonora giocò un ruolo determinante. Elisabetta Eleonora si tenne infine sempre più fuori dalla controversia familiare, occupandosi di temi religiosi e scrivendo alcuni canti di chiesa.
La residenza ducale di Meiningen Elisabethenburg fu così chiamata, in suo onore.

## Discendenza
Dal matrimonio con Bernardo nacquero i seguenti figli:
- Elisabetta Ernestina (1681-1766);
- Eleonora Federica (1683-1739);
- Guglielmina Luisa (1686-1753);
- Antonio Ulrico (1687-1763).

## Ascendenza
|                                                              |                                           |                                          | Genitori                             |  |  | Nonni |  |  | Bisnonni                         |  |  | Trisnonni                       |  |
|                                                              |                                           |                                          |                                      |  |  |       |  |  | Enrico III di Brunswick-Lüneburg |  |  | Ernesto I di Brunswick-Lüneburg |  |
|                                                              |                                           |                                          |                                      |  |  |       |  |  | Enrico III di Brunswick-Lüneburg |  |  | Ernesto I di Brunswick-Lüneburg |  |
|                                                              |                                           | Sofia di Meclemburgo-Schwerin            |                                      |  |  |       |  |  | Enrico III di Brunswick-Lüneburg |  |  |                                 |  |
| Augusto di Brunswick-Lüneburg                                |                                           |                                          |                                      |  |  |       |  |  | Enrico III di Brunswick-Lüneburg |  |  |                                 |  |
|                                                              |                                           | Ursula di Sassonia-Lauenburg             | Francesco I di Sassonia-Lauenburg    |  |  |       |  |  |                                  |  |  |                                 |  |
|                                                              |                                           | Ursula di Sassonia-Lauenburg             | Francesco I di Sassonia-Lauenburg    |  |  |       |  |  |                                  |  |  |                                 |  |
|                                                              |                                           | Ursula di Sassonia-Lauenburg             | Sibilla di Sassonia-Freiberg         |  |  |       |  |  |                                  |  |  |                                 |  |
| Antonio Ulrico di Brunswick-Wolfenbüttel                     |                                           | Ursula di Sassonia-Lauenburg             |                                      |  |  |       |  |  |                                  |  |  |                                 |  |
|                                                              |                                           | Rodolfo di Anhalt-Zerbst                 | Gioacchino Ernesto di Anhalt         |  |  |       |  |  |                                  |  |  |                                 |  |
|                                                              |                                           | Rodolfo di Anhalt-Zerbst                 | Gioacchino Ernesto di Anhalt         |  |  |       |  |  |                                  |  |  |                                 |  |
|                                                              |                                           | Rodolfo di Anhalt-Zerbst                 | Eleonora di Württemberg              |  |  |       |  |  |                                  |  |  |                                 |  |
| Dorotea di Anhalt-Zerbst                                     |                                           | Rodolfo di Anhalt-Zerbst                 |                                      |  |  |       |  |  |                                  |  |  |                                 |  |
|                                                              |                                           | Dorotea Edvige di Brunswick-Wolfenbüttel | Enrico Giulio di Brunswick-Lüneburg  |  |  |       |  |  |                                  |  |  |                                 |  |
|                                                              |                                           | Dorotea Edvige di Brunswick-Wolfenbüttel | Enrico Giulio di Brunswick-Lüneburg  |  |  |       |  |  |                                  |  |  |                                 |  |
|                                                              |                                           | Dorotea Edvige di Brunswick-Wolfenbüttel | Dorotea di Sassonia                  |  |  |       |  |  |                                  |  |  |                                 |  |
| Elisabetta Eleonora di Brunswick-Wolfenbüttel                |                                           | Dorotea Edvige di Brunswick-Wolfenbüttel |                                      |  |  |       |  |  |                                  |  |  |                                 |  |
|                                                              | Giovanni di Schleswig-Holstein-Sonderburg | Cristiano III di Danimarca               |                                      |  |  |       |  |  |                                  |  |  |                                 |  |
|                                                              | Giovanni di Schleswig-Holstein-Sonderburg | Cristiano III di Danimarca               |                                      |  |  |       |  |  |                                  |  |  |                                 |  |
|                                                              | Giovanni di Schleswig-Holstein-Sonderburg | Dorotea di Sassonia-Lauenburg            |                                      |  |  |       |  |  |                                  |  |  |                                 |  |
| Federico di Schleswig-Holstein-Sonderburg-Norburg            | Giovanni di Schleswig-Holstein-Sonderburg |                                          |                                      |  |  |       |  |  |                                  |  |  |                                 |  |
|                                                              |                                           | Elisabetta di Brunswick-Grubenhagen      | Ernesto III di Brunswick-Grubenhagen |  |  |       |  |  |                                  |  |  |                                 |  |
|                                                              |                                           | Elisabetta di Brunswick-Grubenhagen      | Ernesto III di Brunswick-Grubenhagen |  |  |       |  |  |                                  |  |  |                                 |  |
|                                                              |                                           | Elisabetta di Brunswick-Grubenhagen      | Margherita di Pomerania-Wolgast      |  |  |       |  |  |                                  |  |  |                                 |  |
| Elisabetta Giuliana di Schleswig-Holstein-Sonderburg-Norburg |                                           | Elisabetta di Brunswick-Grubenhagen      |                                      |  |  |       |  |  |                                  |  |  |                                 |  |
|                                                              |                                           | Rodolfo di Anhalt-Zerbst                 | Gioacchino Ernesto di Anhalt         |  |  |       |  |  |                                  |  |  |                                 |  |
|                                                              |                                           | Rodolfo di Anhalt-Zerbst                 | Gioacchino Ernesto di Anhalt         |  |  |       |  |  |                                  |  |  |                                 |  |
|                                                              |                                           | Rodolfo di Anhalt-Zerbst                 | Eleonora di Württemberg              |  |  |       |  |  |                                  |  |  |                                 |  |
| Eleonora di Anhalt-Zerbst                                    |                                           | Rodolfo di Anhalt-Zerbst                 |                                      |  |  |       |  |  |                                  |  |  |                                 |  |
|                                                              |                                           | Dorotea Edvige di Brunswick-Wolfenbüttel | Enrico Giulio di Brunswick-Lüneburg  |  |  |       |  |  |                                  |  |  |                                 |  |
|                                                              |                                           | Dorotea Edvige di Brunswick-Wolfenbüttel | Enrico Giulio di Brunswick-Lüneburg  |  |  |       |  |  |                                  |  |  |                                 |  |
|                                                              |                                           | Dorotea Edvige di Brunswick-Wolfenbüttel | Dorotea di Sassonia                  |  |  |       |  |  |                                  |  |  |                                 |  |
|                                                              |                                           | Dorotea Edvige di Brunswick-Wolfenbüttel |                                      |  |  |       |  |  |                                  |  |  |                                 |  |